# Vigilancia de teléfonos móviles

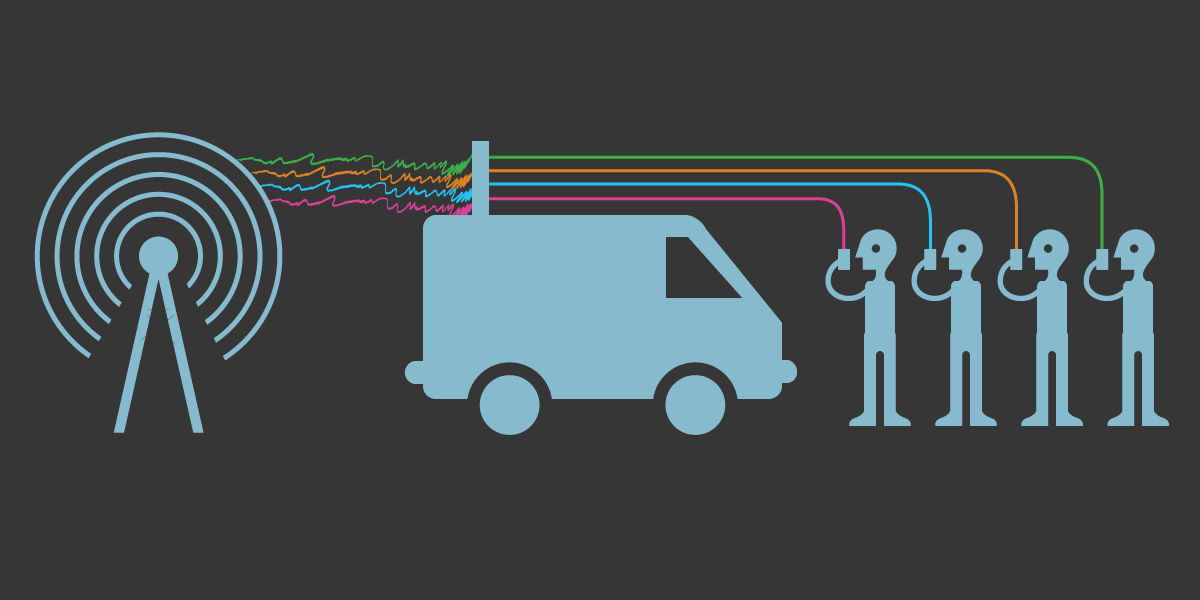
Los simuladores de estaciones base StingRay se pueden utilizar para realizar un ataque de intermediario en teléfonos móviles.

La vigilancia de teléfonos móviles, también conocido como espionaje de teléfonos móviles , implica el seguimiento, uso de micrófonos ocultos, monitoreo, intercepción y grabación de conversaciones y mensajes de texto en teléfonos móviles. También  incluye la vigilancia de los movimientos de las personas, que se puede hacer utilizando las señales de los teléfonos móviles cuando están encendidos. En Estados Unidos, las fuerzas del orden pueden monitorear legalmente los movimientos de personas utilizando sus señales de telefonía móvil, con la obtención de una orden judicial para hacerlo. El software de espionaje de teléfonos móviles es un programa que se instala secretamente en el teléfono móvil y que permite realizar todas estas acciones. También existen aplicaciones gratuitas en las store de Android y Apple para rastrear celular. 

## Rastreo de teléfonos móviles
Los dispositivos StingRay son utilizados por las agencias de la ley para rastrear los movimientos de las personas, interceptar y grabar conversaciones, nombres, números de teléfono y mensajes de texto de los teléfonos móviles. Su uso implica el monitoreo y recolección de datos de todos los teléfonos móviles dentro de un área marcada. También en algunos casos un ataque DOS se puede hacer sobre el teléfono móvil usando estos dispositivos. Las agencias de la ley en el norte de California que han adquirido dispositivos StingRay son el Departamento de Policía de Oakland, el Departamento de Policía de San Francisco, el Departamento del Sheriff del Condado de Sacramento,  el Departamento de Policía de San José y el Departamento de Policía de Fremont. El Departamento de Policía de Fremont utiliza el dispositivo StingRay en conjunto con el Departamento de Policía de Oakland y  la Oficina del Fiscal de Distrito del Condado de Alameda.
En 2007, los dispositivos StingRay ayudaron al Departamento de Policía de Oakland a realizar 21 arrestos y en 2008, 19 arrestos se llevaron a cabo con el uso de este dispositivo.
Los dispositivos StingRay generalmente se utilizan en combinación con torres Hailstorm, que fuerzan las señales de los teléfonos móviles a bajar desde redes 4G y 3G hasta una más baja e insegura, la 2G.
En la mayoría de los estados, la policía puede obtener muchos tipos de datos de los teléfonos móviles sin necesidad de obtener una orden judicial. Registros policiales muestran que pueden usar los datos iniciales de una torre para solicitar una orden judicial para poder obtener más información, incluyendo direcciones, registros de facturación, registros de llamadas, mensajes de texto y ubicaciones.

## Teléfonos móviles ocultos

### Intervención de teléfonos móviles
La intervención de un teléfono móvil puede realizarse desactivando la configuración de sonido de llamada, permitiendo que quien marque al teléfono pueda acceder al micrófono y escucharlo. Esconder un teléfono móvil en algún lugar es también una técnica.  Algunos teléfonos móviles ocultos requieren de un punto Wi-Fi, en lugar de datos móviles, donde el software rastreador rootkit “despierta” periódicamente y se conecta a una red Wi-Fi pública para cargar los datos de rastreo a un servidor público de Internet. En los Estados Unidos, el FBI ha utilizado los “roving bugs”, que permite la activación del micrófono en el teléfono móvil para monitorear las conversaciones.

## Software de espionaje de teléfonos móviles
El software de espionaje de teléfonos móviles es un tipo de programa para intervención, seguimiento y monitoreo de teléfonos móviles que se instala de manera secreta. Este software permite que las conversaciones del teléfono en el que está instalado puedan ser escuchadas y grabadas. El software de espionaje de teléfonos móviles puede ser descargado en los teléfonos móviles. Permite el monitoreo o acoso del teléfono móvil de un objetivo desde una ubicación remota y con algunas de las siguientes técnicas:
- Permite la observación remota en tiempo real de la posición del teléfono móvil del objetivo en un mapa
- Activar remotamente el micrófono para escuchar y grabar conversaciones. El micrófono puede ser activado durante una llamada o cuando el teléfono está en modo de espera para capturar conversaciones cercanas al teléfono móvil
- Recibir alertas y/o mensajes de texto cada vez que alguien marca un número en el teléfono móvil
- Leer mensajes de texto y registros de llamadas de manera remota

El software de espionaje de teléfonos móviles permite activar el micrófono en el teléfono móvil aun cuando no se está usando y este puede ser instalado por los proveedores de telefonía móvil.

## Métodos de intervención
Esconder intencionalmente un teléfono celular en un lugar es una técnica de intervención facilitada por teléfono móvil. Algunos errores ocultos de los teléfonos móviles se basan en puntos de acceso Wi-Fi, en lugar de datos móviles, donde el software rastreador rootkit "se activa" periódicamente y se conecta a un punto de acceso Wi-Fi público para cargar los datos del rastreador en un servidor público de Internet.

## Casos
En 2005, se le informó al primer ministro de Grecia  que los teléfonos móviles de más de 100 dignatarios y del alcalde de Atenas habían sido intervenidos. Costas Tsalikidis, un empleado de Vodafone-Panafon, fue implicado en el asunto, ya que utilizó su posición como jefe de la red de la compañía para ayudar en la intervención de los teléfonos. Tsalikidis fue encontrado colgado en su departamento un día antes de que los líderes fueran informados de la intervención y lo cual se reportó como “un aparente suicidio.”

## Detección
Algunos indicios de que una posible vigilancia de teléfono móvil está sucediendo son el encendido del teléfono de manera repentina o cuando no se está utilizando, escuchar clics o bips durante una llamada o  el calentamiento de la batería a pesar de que el teléfono no está en uso.

## Prevención
Algunas medidas preventivas para evitar la vigilancia del teléfono móvil incluyen no permitir a extraños el uso del teléfono así como no brindar la contraseña de acceso. Otra técnica es apagar y quitar la batería del teléfono cuando no esté en uso. El jamming o una jaula de Faraday también pueden funcionar.

## Seguir leyendo
- Sabalow, Ryan; Cook, Tony (18 de diciembre de 2013). «Gov. Mike Pence supports limited use of cellphone surveillance device». The Indianapolis Star. Consultado el 26 de marzo de 2014.
- Fletcher, Lisa; Kazdin, Cole (8 de marzo de 2010). «Cell Phone Spying Nightmare: 'You're Never the Same'». ABC News. Consultado el 26 de marzo de 2014.
- Wheeler, Brian (2 de marzo de 2004). «'This goes no further...'». BBC News. Consultado el 26 de marzo de 2014.
- Alba, Davey (5 de abril de 2012). «Look Who's Stalking: The 10 Creepiest Apps For Phones, Facebook, and More». Gizmodo. Consultado el 26 de marzo de 2014.
- «News report». KGW News, NBC. (Youtube video). Consultado el 26 de marzo de 2014.
- Bott, Michael; Jensen, Thom (7 de marzo de 2014). «Cellphone spying technology being used throughout Northern California». ABC News, News10. Archivado desde el original el 15 de marzo de 2014. Consultado el 26 de marzo de 2014.
- Stafford, Rob (16 de junio de 2007). «Tracing a stalker». Dateline. Consultado el 26 de marzo de 2014.
- «Is your cell phone spying on you?». Fox News. 14 de enero de 2014. Consultado el 26 de marzo de 2014.
- Law Enforcement Disclosure Report 2014 Vodafone
- «Aplicaciones espía: la manera más efectiva de monitorear un móvil». DetectivePrive.com. 14 de enero de 2020. Consultado el 26 de marzo de 2020.

- Datos: Q17007177